# Swimmer
Swimmer é um curta-metragem escocês de 2012 dirigido por Lynne Ramsay. Como reconhecimento, venceu a categoria de Melhor Curta-metragem no BAFTA 2013.